# سنجان، آذربایجان
سنجان، آذربایجان (به ترکی آذربایجانی: Sincan) یک منطقهٔ مسکونی در جمهوری آذربایجان است که در شهرستان اغوز واقع شده‌است. سنجان ۱٬۴۱۹ نفر جمعیت دارد.